# John Hall
John L. Hall (* 21. srpna 1934, Denver, Colorado, USA) je americký fyzik, nositel Nobelovy ceny za fyziku v roce 2005.

## Životopis
John Hall se narodil v Denveru. Studoval na Carnegie Institute of Technology kde obdržel postupně diplom bakaláře (1956), magistra (1958) a doktorský titul (1961). Poté pobýval jako postdoktorand v nynějším Národním institutu pro standardy (NIST) kde pracoval až do roku 1971. Od roku 1967 přednáší na University of Colorado at Boulder.
V roce 2005 obdržel polovinu Nobelovy ceny společně s německým fyzikem T. Hänschem za využití elektromagnetického záření ve formě tzv. „frekvenčních hřebenů“ k extrémně přesným spektroskopickým měřením. Tyto „frekvenční hřebeny“, tj. série velmi úzkých emisních čar s pravidelným frekvenčním intervalem, oba vědci společně generovali pomocí femtosekundových laserových pulsů v optických vláknech. Frekvenční hřebeny mají řadu různých využití, např. pro zkoumání jemné struktury atomů, vlastností jádra atomu, v extrémně přesných atomových hodinách a vylepšené technologii GPS.